# Alberto Lombardi
Alberto Lombardi   (Draonier, 21 d'agost de 1893 - Draonier, 10 d'abril de 1975) va ser un genet italià que va competir durant la dècada de 1920.
El 1924 va prendre part en els Jocs Olímpics de París, on va disputar dues proves del programa d'hípica. En el concurs complet per equips, amb el cavall Pimplo, guanyà la medalla de bronze, mentre en el concurs complet individual fou onzè.